# Будха
Бу́дха (санскр. बुध, IAST: budha, «пробуждающий», «мудрый») — в индуистской мифологии сын Сомы, персонификация планеты Меркурий.
На санскрите, "просветленный" или "интеллект" именуется буддхи, и имя на санскрите Меркурия - Буддха, родственное к слову буддхи. Он также известен как Кумар (не состоящий в браке юный принц или юноша). Будха - принц среди собрания девяти планет.  Эта планета оказывает влияние на образование, способности к бизнесу, а также к устной и письменной речи.
Согласно одним источникам, матерью Будхи является жена Сомы Рохини, по другим, жена Брихаспати Тара.
По легенде, изложенной в пуранах, Сома влюбился в Тару и похитил её у Брихаспати. Этот поступок бога луны привёл к войне между асурами, сторонниками Сомы, и дэвами, бывшими на стороне Брихаспати. Война продолжалась до тех пор, пока Брахма не вернул Тару её мужу, прекратив тем самым конфликт. Но вскоре у Тары появился на свет сын, на отцовство которого претендовали и Сома, и Брихаспати. После долгих упорств Тара призналась, что это ребёнок Сомы, и тогда бог луны назвал его Будхой. Сам Будха был женат на Иле, их сыном был Пуруравас, первый царь Лунной династии. Сома, являющийся его отцом, дружественен к нему, но Будха, зная, что он - сын жены Брихаспати, враждебно относится к Соме, совратившему его мать.
Будха нейтрален, эмоционален, радостен, а также постоянно зеленый. Он известен своим остроумием, мудростью, и способностью к коммуникациям. Связанный с дыхательной и нервной системой, и речью, Будха делает людей гибкими, квалифицированными, умными, и деликатными. Он изображается путешествующим верхом на льве с хоботом слона, что показывает его двойственную природу Будхи, и это становится очевидным для тех, чей асцендент располагается в Близнецах. Лев символизирует мудрость и слон память. В своих руках Будха держит лук и стрелу, чтобы поражать цель, диск Вишну для защиты, и раковину для освобождения. Он - любимейший бог из наваграх. Согласно «Агни-пуране», Будха носит с собой меч и ожерелье, сделанное из дерева рудракша.
Будха иногда представляется как бесполый и нейтральный, его планета холодная и влажная. Будучи нейтральным божеством, он изменяет свою природу влияния, располагаясь в различных знаках и домах, и именно поэтому его считают "подвижной" природы. Поскольку он самая близкая к Солнцу планета, это беспокоит Будху, что делает его также быстро изменяющимся, непостоянным, и часто ретроградным (ретроградным - обозначает обратное движение планеты). Будха иногда предшествует Солнцу, а иногда следует за ним. Будха может быть замечен утром и вечером как сияющая звезда и иногда в дневное время благодаря его силе излучения. Меркурий - самая маленькая планета Солнечной Системы. Благодаря своей приспосабливаемости, он становится неблагоприятной планетой в соединении с Марсом и делает человека нервным, перевозбуждённым, и погружённым в страх.
Меркурий управляет зодиакальными знаками Дева и Близнецы и это единственная планета, которая экзальтирует до 15 градусов в своём собственном знаке, Дева - знак уникальности. Все они раджасичные (активные) по своей природе. Земля - его элемент, он - торговец по природе, шудра (обслуживающий класс) по касте, любитель юмора и остроумия, вечно зеленый, слабого по конституции тела, деликатный, имеющий смешанные чувства, любит компанию образованных людей, и - хозяин северного направления.
Друзья Будхи - Сурья, Шукра, Раху, и Кету. Мангала, Брихаспати, и Шани нейтральны к нему, а он сам поддерживает вражду с Чандрой.
Будха управляет образованием, авторами, лекторами, художниками, преподавателями, торговцами, бизнесменами, нервной системой, легкими, и кишечником. Он управляет интеллектом, речью, уверенностью в себе, юмором, остроумием, астрологией, математикой, и короткими поездками.
Из дней недели он управляет средой. Драгоценный камень Будхи по индийским повериям - изумруд. А в европейской традиции считается, что талисман его - агат и яшма. Металл Будхи - ртуть. Его аромат - запах стираксового дерева. Животное - собака. Цвет - зеленый, как стебель свежей травы. Растения - пихта, валериана, ромашка, соломоцвет (Achyranthes aspera).
Авторству Будхи приписывается один из гимнов «Ригведы» (РВ X, 101).